# Rilevo
Rilevo (makedonska: Рилево) är en ort i Nordmakedonien. Den ligger i kommunen Dolneni, i den centrala delen av landet, 60 kilometer söder om huvudstaden Skopje. Rilevo ligger 662 meter över havet och antalet invånare är 333.